# America Chavez
America Chavez è un personaggio dei fumetti creato da Joe Casey e Nick Dragotta pubblicato dalla Marvel Comics apparso per la prima volta su Vengeance n. 1 nel settembre 2011. Chavez è stata il secondo personaggio Marvel a usare il soprannome di Miss America, dopo Madeline Joyce. Inoltre è il primo personaggio LGBTQ latino-americano della Marvel ad apparire in una serie in corso, essendo omosessuale.

## Storia editoriale
America Chavez è apparsa per la prima volta sul primo numero della serie limitata Vengeance di Joe Casey e Nick Dragotta pubblicata nel settembre 2011. In seguito nella testata Giovani Vendicatori del 2013 di Kieron Gillen e Jamie McKelvie e nella serie A-Force di G. Willow Wilson, Marguerite Bennett e Jorge Molina nel 2015. A partire da ottobre 2015, Chavez è poi apparsa nella serie Ultimates di Al Ewing e Kenneth Rocafort come parte dell'iniziativa All-New, All-Different Marvel. Al New York Comic Con del 2016, la Marvel ha annunciato che Chavez avrebbe ricevuto la sua prima serie da solista, semplicemente intitolata America . Quella serie, scritta dalla scrittrice latinoamericana Gabby Rivera, è stata lanciata nel marzo 2017 per poi essere cancellata nell'aprile 2018. Nell'agosto 2018, Chavez si è unita ai Vendicatori della Costa Ovest in una serie della scrittrice Kelly Thompson e dell'artista Stefano Caselli.

## Biografia del personaggio
America Chavez credeva di essere stata cresciuta dalle sue madri nel Parallelo Utopico, una realtà fuori dal tempo e alla presenza dell'essere conosciuto come il Demiurgo, la cui presenza le attribuiva i superpoteri. Nella sua memoria, quando Chavez aveva circa sei anni, il Parallelo Utopico fu minacciato di distruzione. Le madri di Chavez si sono sacrificate per sigillare i buchi neri con il risultato che le loro particelle sono state disperse attraverso il Multiverso stesso. Volendo dimostrare di essere un eroe e sapendo che l'utopia non richiedeva la salvezza, Chavez è scappata dalla sua casa e dalle sue responsabilità viaggiando attraverso diverse realtà sotto il nome di Miss America.
Chavez alla fine si unì al Teen Brigade e prestò servizio come co-leader con Ultimate Nullifier. Con la Teen Brigade, ha liberato l'Intermediario dal centro di confinamento governativo a Groom Lake in Nevada e con le sue informazioni hanno deciso di impedire ai Giovani Vendicatori del Male (la formazione creatasi durante Dark Reign) di interrompere l'equilibrio tra caos e ordine. Per impedire al gruppo nemico di reclutare Kid Loki, Chavez ha fatto irruzione nel Metropolitan Art Museum, ma Loki ha usato l'Idolo Urlante per mandarla nella Sesta Dimensione. Lì ha combattuto contro Tiboro, e in seguito è stata salvata dagli Ultimi Difensori, She-Hulk e Daimon Hellstrom, sotto la direzione dell'Intermediario.
In seguito si è riunita ai suoi compagni di squadra in Latveria dove hanno combattuto contro Braak'nhüd, Young Masters e Dottor Destino. La battaglia terminò quando l'Intermediario fu colpito da un nullificatore. Mentre il fumo si diradava, la Teen Brigade partì di nascosto. Chavez si sarebbe poi separato dalla Teen Brigade a causa di "differenze musicali".
Dopo aver lasciato la Teen Brigade, Chavez alla fine si recò sulla Terra-212 e in seguito fu avvicinata da un adolescente Loki che cercò di convincere Chavez a uccidere Wiccan per il bene del Multiverso. Disgustata dalla proposta, Chavez decide invece di proteggerlo cominciando una guerra con Loki. Tornati su Terra-616, Chavez ha impedito a Loki di attaccare Wiccan nella sua casa per poi fuggire improvvisamente entrambi quando interviene Hulkling. Scoprirono che dietro a tutto questo c'era La Madre, un parassita interdimensionale risvegliato per sbaglio da uno degli incantesimi di Loki. America Chavez intervenne salvando Hulkling, Wiccan e Loki dal parassita e fuggirono a bordo della nave di Marvel Boy che li aiutò nello scontro finale contro le forze de La Madre a Central Park. Più tardi, in Young Avengers n. 15, rivela disinvoltamente alla squadra che non è interessata agli uomini e conferma che il bacio dato a Ultimate Nullifier era più che altro una sperimentazione. In seguito inizia a frequentare Lisa Halloran, una soccoritrice membro della Damage Control, e tempo dopo Lady Katherine di Bishop, una versione alternativa di Kate Bishop.
Nelle Secret Wars, Chavez fa parte della A-Force, una squadra di Vendicatori tutta al femminile, periodo durante il quale trova molta fama e alcuni suoi fan formano una banda chiamata La Chiquitas e si cambiano i capelli con i suoi simboli.
In seguito, durante Battleworld, quando la nazione di Arcadia viene attaccata da un megalodonte, Chavez riesce a rompere lo Scudo, il muro che separa i confini di Arcadia, infrangendo così le leggi di Dottor Destino. Viene così arrestata e condannata a trascorrere il resto della sua vita a proteggere lo Scudo.
Dopo gli eventi di Secret Wars, Chavez si è unita agli Ultimates, team appena formato da Blue Marvel. Chavez frequenta anche la Sotomayor University come studentessa, dove ritrova l'ex compagno dei Giovani Vendicatori Prodigy.
Nella serie America Chavez: Made in the USA, ciò che Chavez sapeva del suo passato è stato messo in discussione. La sua sorella Catalina, precedentemente sconosciuta, la costrinse a ricordare che le sue madri non erano aliene, ma i dottori umani Amalia ed Elena Chavez. I dottori portarono le loro figlie su un'isola privata chiamata Parallelo Utopico per tentare di curare la sindrome di Edges, ma scoprirono che il loro benefattore aveva piani malvagi per tutte le ragazze portate lì. I medici si sono sacrificati per liberare America e Catalina, ma solo la prima è riuscita a scappare.

## Poteri e abilità
Chavez possiede una forza e una resistenza sovrumane, può volare, ha il potere di aprire buchi a forma di stella nella realtà, permettendo a lei e ai suoi compagni di squadra di viaggiare attraverso il multiverso e in altre realtà. Può muoversi quasi alla velocità della luce. In seguito ha sviluppato la capacità di far esplodere un nemico in minuscoli frammenti di stelle con un pugno. Nei momenti di estrema coercizione, può proiettare una grande stella che sprigiona una potente esplosione di energia, in grado di ferire personaggi del calibro di Capitan Marvel.

## Altre versioni
In un possibile futuro rappresentato nel secondo volume della serie Occhio di Falco, un'America Chavez adulta è un membro dello SHIELD e ha assunto il ruolo di Capitan America.

## Altri media

### Cinema
- Miss America appare nel film d'animazione Marvel Rising: Secret Warriors (2018), doppiata da Cierra Ramirez.
- America Chavez appare per la prima volta come seconda protagonista nel 28° film del Marvel Cinematic Universe Doctor Strange nel Multiverso della Follia (2022), interpretata da Xochitl Gomez (l'attrice è stata originariamente scelta per apparire per la prima volta come America Chavez nel film Spider-Man: No Way Home (2021), ma il suo ruolo è stato infine rimosso dalla sceneggiatura[senza fonte]). America è una ragazza capace di viaggiare per il Multiverso aprendo portali a forma di stella; è incapace di controllare il suo potere, che si attiva ogni qualvolta ha paura. Da piccola ha perso le sue genitrici quando aprì per sbaglio un portale che le separò nel Multiverso e da allora si muove da un universo all'altro. Viene braccata da Wanda Maximoff / Scarlet Witch che intende sottrarle il suo potere (causandone la morte) per ricongiungersi con i suoi figli in un altro universo. Il Dottor Strange la incoraggia a reagire e a imparare a controllare i portali; dopo la sconfitta e pentimento di Wanda, America diventa apprendista delle Arti Mistiche sotto la guida di Strange e Wong.

### Televisione
- Appare nella serie di cartoni animati Marvel Rising, doppiata da Cierra Ramirez.
- Appare in Marvel Rising: Chasing Ghosts .
- Appare in Marvel Rising: Heart of Iron .

### Videogiochi
- Appare come un personaggio giocabile sbloccabile in Lego Marvel's Avengers.
- Appare nella tabella DLC "Marvel's Women of Power" per Pinball FX 2.
- È apparsa come personaggio giocabile sbloccabile in Marvel Avengers Academy durante l'evento "A-Force", doppiato da Sandra Espinoza.
- Appare come un personaggio giocabile sbloccabile in Marvel: Future Fight .
- Appare come un personaggio giocabile sbloccabile in Marvel Puzzle Quest .
- Appare come un personaggio giocabile sbloccabile in Lego Marvel Super Heroes 2 .
- Appare come un personaggio giocabile nell'app mobile Marvel Strike Force .
- Appare come personaggio giocabile in Marvel Contest of Champions.
- Appare come carta giocabile nel videogioco Marvel Snap.

### Serie web
America Chavez appare in Marvel Rising: Ultimate Comics, doppiato da Cierra Ramirez.

### Giochi da tavolo
America Chavez appare in Marvel United, pubblicato da CMON Limited.